# 黃彬 (清朝)
黄彬（？—？），四川汉州人，清朝政治人物。

## 生平
乾隆十五年庚午科四川鄉試第三十一舉人，于乾隆四十六年(1781年)接替姚棻任漳州府知府一职，乾隆五十四年(1789年)由史梦琦接任。